# Neosporose
Die Neosporose ist eine durch den Einzeller Neospora caninum hervorgerufene Infektionskrankheit bei Haus- und Wildtieren. Sie tritt vor allem bei Haushunden auf und kann bei diesen eine neurologische Erkrankung auslösen, die sich vor allem als Hirnstammsyndrom äußert. Beim Hausrind löst der Erreger Aborte aus.

## Erreger
| Neospora caninum |                           |
| Systematik |                           |
| --- | ------------------------- |
| \| Stamm: \| Apicomplexa (Apicomplexa) \| \| Klasse: \| Coccidia (Coccidia) \| \| Ordnung: \| Eimeriida (Eimeriida) \| \| Familie: \| Isosporidae \| \| Gattung: \| Neospora \| |                           |
| Wissenschaftlicher Name |                           |
| Neospora caninum |                           |
| Stamm: | Apicomplexa (Apicomplexa) |
| Klasse: | Coccidia (Coccidia)       |
| Ordnung: | Eimeriida (Eimeriida)     |
| Familie: | Isosporidae               |
| Gattung: | Neospora                  |

Neospora caninum ist ein Protozoon und kommt weltweit vor. Er ähnelt in seinen morphologischen Formen und dem Vermehrungszyklus (mit Sporogonie, Schizogonie und Gamogonie) Toxoplasma gondii, dem Erreger der Toxoplasmose. Beide Erreger sind morphologisch nur elektronenmikroskopisch unterscheidbar. Beide Erreger werden erst seit 1988 als selbstständige Arten unterschieden. Der Hauptwirt und lange Zeit einzige bekannte Endwirt für Neospora caninum ist der Hund (lat. canis=Hund). Neuere Studien zeigen jedoch, dass auch Wolf, Dingo und Kojote als Endwirt fungieren können.
Infizierte Hunde scheiden über den Kot wenige, unsporulierte, etwa 10 µm große Oozysten aus. Diese sporulieren innerhalb von 3 Tagen in der Außenwelt und werden dadurch infektiös. Diese sporulierten Oozysten werden von Zwischenwirten über die Nahrung und Wasser aufgenommen. Als Zwischenwirte fungieren Rinder, Schafe, Ziegen, Pferde, Nagetiere, Hasen etc. oder aber auch Hunde selbst. In den Zwischenwirten bilden sich etwa 0,1 mm große Gewebszysten. Sie entstehen vor allem im Nervengewebe, seltener in der Muskulatur. Aus diesen entwickeln sich Tachyzoiten und Bradyzoiten.
Hunde infizieren sich vor allem über die Aufnahme von rohen Tierprodukten (Gehirn, Fleisch). Im Darm der Hunde werden die Zysten bei der Verdauung freigesetzt und beginnen sich zu vermehren. Tachyzoiten kommen im Gehirn, Rückenmark, in der Bauchspeicheldrüse, Skelettmuskulatur, Haut, Leber und in den Lungen vor. Zysten, die nur aus Bradyzoiten entstehen, entwickeln sich nur im Nervengewebe. Zudem kann eine Übertragung von der tragenden Hündin auf ihre Feten (intrauterine bzw. vertikale Infektion) stattfinden.

## Neosporose beim Hund
Hunde sind in Europa häufig infiziert, allerdings ruft die Infektion nur selten eine Erkrankung hervor, sondern verläuft meist latent ohne klinische Erscheinungen.

### Krankheitsbilder
Bei Welpen unter 8 Wochen zeigt sich eine Infektion mit akuten zentralnervösen Symptomen und einer Herzmuskelentzündung, die oft binnen 24 Stunden zum Tod führen. Bei Junghunden manifestiert sich eine Meningoenzephalitis des Stammhirns mit Ausbildung eines Hirnstammsyndroms (protozoäre Meningoencephalitis). Hierbei treten Lähmungen der hinteren Hirnnerven (vor allem Fazialislähmung), Ausfälle des oberen Motoneurons (Tremor, Ataxie, Parese, Muskelatrophie) und Kopfschiefhaltungen (Torticollis) auf. Bei Junghunden zeigt sich häufig eine Spastik der Streckmuskeln, die an den hinteren Extremitäten deutlicher als an den vorderen zutage tritt. Dadurch entsteht eine als „bunny-hopping gait“ bezeichnete Fortbewegungsstörung, bei der der Hund seine Hinterläufe nicht mehr getrennt voneinander nach vorn bewegen kann, sodass sein Gangbild dem eines Kaninchens ähnelt.
Bei älteren Hunden entsteht das Krankheitsbild in der Regel durch eine Aktivierung einer latenten Neosporosa-caninum-Infektion und zeigt sich neben den Krankheitsbildern beim Junghund auch als Polyneuritis, Polymyositis, Leberentzündungen (Hepatitis), Lungenentzündungen (Pneumonie), Darmentzündung, Herzmuskelentzündung und geschwürige Hautentzündungen.

### Diagnostik
Im Hirnwasser-Punktat kann eine Pleozytose mit eosinophilen Granulozyten nachgewiesen werden.
Eine Bestimmung der Antikörper kann mittels Immunfluoreszenz oder ELISA erfolgen, ebenfalls ein direkter Erregernachweis über PCR im Kot. Diese Nachweise belegen allerdings nur eine Infektion, ein kausaler Zusammenhang zur beobachteten Erkrankung muss nicht bestehen.
Bei der neurologischen Form müssen differentialdiagnostisch eine Reihe weiterer Stammhirninfektionen wie Staupe, Tollwut, Aujeszkysche Krankheit und Toxoplasmose sowie die idiopathische Granulomatöse Meningoenzephalitis und Vergiftungen ausgeschlossen werden (siehe auch VETAMIN D).

### Therapie
Neosporosa caninum ist gegenüber einer Reihe von Antibiotika empfindlich. Eingesetzt werden können Clindamycin oder Kombinationen von Pyrimethamin oder Trimethoprim mit Sulfonamiden. Häufig lassen sich Infektionen mit diesen Chemotherapeutika aber nur schlecht kontrollieren und die Wirksamkeit ist vor allem bei spätem Behandlungsbeginn ungenügend. Da die Wirkstoffe nur gegen Tachyzoizen, nicht aber gegen Gewebestadien (Bradyzoiten) wirksam sind, ist eine vollständige Heilung und Erregerelimination unwahrscheinlich.

## Neosporose beim Rind
Bei Rindern spielen durch Neospora caninum ausgelöste Aborte eine ökonomische Rolle. Sie wurden 1989 erstmals beschrieben.
Bei Aufnahme von Oozysten oder bei Ausbrechen einer latenten Infektion beim Muttertier können die Erreger die Plazentaschranke überwinden und zu einer Infektion des Gehirns der Feten führen. Auch während der Trächtigkeit kann zu einer Infektion des Fötus führen. Die Feten können absterben und es kann zum Abort kommen. In einigen Regionen der USA wird Neospora caninum für 45 % der Aborte verantwortlich gemacht und hat daher zu erheblichem Aufsehen geführt.
Die Bedeutung von Neospora caninum als Abortauslöser in Europa ist bislang ungeklärt. Aufgrund der Situation in den USA gab es in jüngerer Zeit aber auch in Europa erhebliche Unruhe unter den Rinderzüchtern. Vor allem das Freilaufen von Hunden auf Weiden wird von Rinderzüchtern sehr kritisch angesehen, allerdings spielen Hunde für die Übertragung des Erregers auf das Rind kaum eine Rolle.